# 科威特城
科威特市（i/kʊˈweɪt/，羅馬化：Madinat al-Kuwayt）是科威特的首都與最大城市。該市位於科威特灣南岸、波斯灣沿岸，是該酋長國的政治、文化與經濟中心，擁有賽義夫宮、政府機關，以及多數科威特企業與銀行的總部。
截至2018年，科威特大都會區人口約300人（佔全國人口七成以上）。該市本身並無單獨的行政地位，全國六個省份皆包含都市群的一部分，而都市群又細分為多個地區。在較狹義的用法中，「科威特市」可僅指該市的歷史核心區，該區現今隸屬於首都省，並與周邊都市區無縫銜接。
科威特市的貿易與交通需求主要由科威特國際機場、舒韋赫港、艾哈迈迪港支援。

## 交通

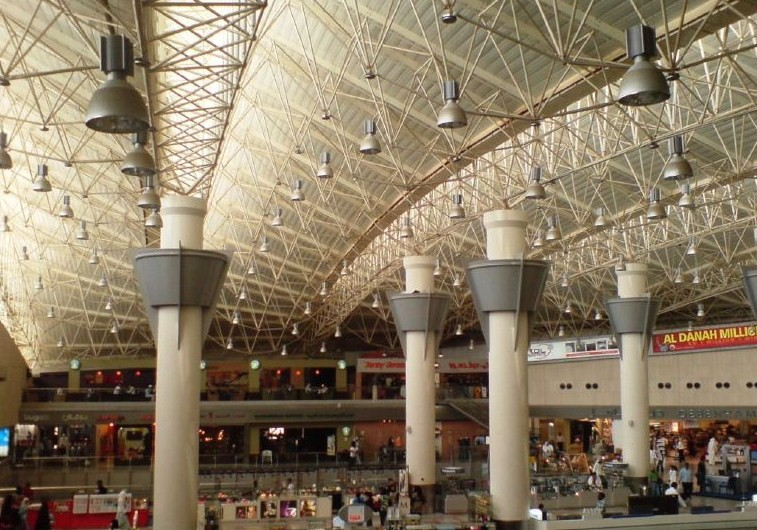
科威特国际机场

- 科威特国际机场

## 友好城市
- 突尼西亞 突尼斯
- 黎巴嫩 贝鲁特
- 美国 比弗利山
- 法國 戛纳
- 阿联酋 迪拜
- 土耳其 加济安泰普
- 摩納哥 摩纳哥
- 西班牙马贝拉
- 英国 伦敦
- 法國 巴黎

## 外部連結
- Wahab, Robert Alexander. . Chisholm, Hugh  (编).  15 (第11版). London: Cambridge University Press: 956. 1911. This gives some data from its 19th century history.
- Kuwait Tales